# 아티나 첸치
아티나 첸치(Athina Cenci, 1946년 3월 14일 ~ )는 그리스 출신의 이탈리아의 전직 배우, 코메디언, 정치인이다.